# Robert Barr (romancier)
Pour les articles homonymes, voir Robert Barr et Barr.
Robert Barr, né le 16 septembre 1849 à Glasgow, en Écosse, et mort le 21 octobre 1912 à Woldingham, dans le comté du Surrey, est un écrivain et un nouvelliste britannico-canadien. Il utilise parfois le pseudonyme de Luke Sharp.

## Biographie
Ses parents émigrent à Toronto, en Ontario, au Canada, alors qu'il est encore très jeune. Il fait ses études dans cette ville et, non loin de là, à Windsor. 
Adulte, il s'installe aux États-Unis. Il est journaliste au Detroit Free Press. Pour ce journal, en 1881, il part pour Londres en tant que correspondant. En 1892, avec Jerome K. Jerome, il fonde une revue mensuelle littéraire illustrée, The Idler, dans laquelle il signe des nouvelles de science-fiction et qu'il dirige jusqu'en 1911. Il fait également paraître des nouvelles psychologiques, sentimentales, parfois des récits fantastiques, et un grand nombre appartenant au genre policier, dont une poignée sous le pseudonyme de Luke Sharp.
Son œuvre la plus connue est Les Triomphes d’Eugène Valmont (The Triumphs of Eugene Valmont, 1906), un recueil de nouvelles dans lesquelles il met en scène Eugène Valmont, un enquêteur français. Selon Claude Mesplède, « ce premier policier francophone de la littérature britannique ouvre la voie à l'inspecteur Hanaud de A.E.W. Mason et à Hercule Poirot d'Agatha Christie. Ses récits soulignent de façon amusante les différences de conception entre les systèmes policiers français et anglais de l’époque ».

## Œuvre

### Romans

#### SérieLord Stranleigh
- The Measure of the Rule (1907)
- Stranleigh's Millions (1909) Publié en français sous le titre Lord Stranleigh, Millionnaire, traduit par Jean-Daniel Brèque, Encino, Californie, Black Coat Press, Rivière blanche, coll. « Baskerville » no 20, 2014  (ISBN 978-1-61227-322-8)

#### Autres romans
- From Whose Bourne? (1893) Publié en français sous le titre Le Fantôme mène l’enquête, traduit par Jean-Daniel Brèque, France, coll. « e-Baskerville » no 2, 2012  (ISBN 979-10-91104-01-2)
- In the Midst of Alarms (1894)
- The Heralds of Fame (1896)
- The Mutable Many (1896)
- One Day's Courtship (1896)
- A Woman Intervenes (1896)
- The Countess Tekla: A Romance of Love and War (1899), autre titre Tekla
- Jennie Baxter, Journalist (1899)
- The O'Ruddy (1903), coécrit avec Stephen Crane
- Over the Border (1903)
- A Chicago Princess (1904)
- A Rock in the Baltic (1906)
- The Watermead Affair (1906)
- The Girl in the Case (1910)
- The Sword Maker (1910)
- Lady Eleanor, Lawbreaker (1911)
- My Enemy Jones (1913)

#### Romans signés Luke Sharp
- The Adventures of Sherlaw Kombs (1892), court roman Publié en français sous le titre Le Grand Mystère de Pegram, Les Annales no 1011, 1902, réédition, Le Visage vert no 1, 1985
- The Adventure of the Second Swag (1904)

### Recueil de nouvelles

#### SérieLord Stranleigh
- Young Lord Stranleigh (1908) Publié en français sous le titre Lord Stranleigh, traduit par Jean-Daniel Brèque, Encino, Californie, Black Coat Press, Rivière blanche, coll. « Baskerville » no 13, 2013  (ISBN 978-1-61227-191-0)
- Lord Stranleigh, Philantropist (1911) Publié en français sous le titre Lord Stranleigh, Philanthrope, traduit par Jean-Daniel Brèque, Encino, Californie, Black Coat Press, Rivière blanche, coll. « Baskerville » no 26, 2015  (ISBN 978-1-61227-449-2)

#### Autres recueils de nouvelles
- In the Steamer Chair and Other Shipboard Stories (1892)
- Strange Happenings (1883)
- The Face and the Mask (1894) Publié en français sous le titre Fantômes et Assassins, traduit par Jean-Daniel Brèque, Encino, Californie, Black Coat Press, Rivière blanche, coll. « Baskerville » no 3, 2011  (ISBN 978-1-61227-044-9)
- Revenge! (1896)
- The Triumphs of Eugene Valmont (1906) Publié en français sous le titre Les Triomphes d'Eugène Valmont, Traduit par Anne-Marie Faux, Toulouse, Éditions Ombres, coll. « Les Classiques de l'aventure et du mystère » no 116, 1998  (ISBN 2-84142-083-3)

### Nouvelles

#### SérieEugène Valmont
- The Clue of the Silver Spoons (1904)
- Lord Chizelrigg’s Missing Fortune (1905)
- The Absent-Minded Coterie (1905) Publié en français sous le titre  Gens distraits… sommes distraites, Paris, Opta, Mystère magazine no 60, février 1953
- The Ghost With the Clubfoot (1905)
- The Liberation of Wyoming Ed (1905)
- The Fate of the Picric Bomb (1905)
- Lady Alicia’s Emeralds (1905)

#### SérieLord Stanleigh
- Lord Stanleigh in America (1912), publication posthume
- Lord Stanleigh on the High Seas (1913), publication posthume

#### SérieJohn Steele[3]
- The Station-Master (1904)
- Our Daily Bread (1904)
- A Sweet Problem (1905)
- A Square Meal (1905)
- Third and Last Time: Gone (1905)
- The Richest Woamn in the World (1905)

#### Autres nouvelles
- The Doom of London (1892) Publié en français sous le titre La Fin de Londres, traduit par Jean-Daniel Brèque, France, coll. « e-Baskerville » no 21, 2013  (ISBN 979-10-91104-20-3)
- The Man Who Was Not on the Passenger List (1892), aussi titré Not on the Passenger List Publié en français sous le titre Un Passager Encombrant, traduit par Jean-Daniel Brèque, France, coll. « e-Baskerville » no 9, 2012  (ISBN 979-10-91104-08-1)
- My Stoneway (1892)
- An Alpine Divorce (1893) Publié en français sous le titre Divorce à la montagne, Paris, Thriller no 7, février 1983
- Held Up (1894)
- The Typewritten Letter (1894), aussi titré The Type-Written Letter
- The Revolt of the Wife: A Page from the Domestic History of the Twentieth Century (1894)
- The Break-Up of the Soho Anarchist League (1894)
- The Hour and the Man (1894) Publié en français sous le titre Le Plus Fourbe des Deux, traduit par René Lécuyer, revu par Jean-Daniel Brèque, France, coll. « e-Baskerville » no 42, 2015  (ISBN 979-10-91104-41-8)
- A Deal on 'Change (1894)
- Where Ignorance Id Bliss (1895)
- The Raid of Mellish (1895)
- Not According to the Code (1895)
- The Understudy (1895)
- A Dramatic Point (1896)
- Out of Thun (1896)
- The Shadow of the Greenback (1896)
- Wanting the Earth (1896)
- Converted (1896)
- The Vengeance of the Dead (1896) Publié en français sous le titre La Vengeance du Mort, traduit par Jean-Daniel Brèque, France, coll. « e-Baskerville » no 11, 2012  (ISBN 979-10-91104-10-4)
- Purification (1896)
- Pontification (1897)
- The Grindstone Question (1897)
- The Long Ladder (1897)
- Gentlemen, the King! (1897)
- A Man Fights Best in His Own Township (1897)
- An Unjust Accusation (1897)
- The Archbishop’s Christmas Gift (1897)
- The Beautiful Jailer of Gutenfels (1898)
- The Gift of Abner Grice (1898)
- The Wedding Tour of Rudolph and Thekla (1898)
- The Actress of the Chateau (1898)
- The Peril of the Emperor (1898)
- The Count’s Apology (1898)
- The Hour-Glass (1898) Publié en français sous le titre Le Sablier, traduit par Jean-Daniel Brèque, France, coll. « e-Baskerville » no 8, 2012  (ISBN 979-10-91104-07-4)
- The Needle Dagger (1898)
- The Holy Fehm (1899)
- An Electrical Transaction (1899)
- The Arrival of the Unexpected (1899)
- The Strong Arm (1899)
- A Game of Chess (1900) Publié en français sous le titre Une Partie d'échecs, traduit par René Lécuyer, dans le recueil Échec et mat, Paris, Losfeld, 2004  (ISBN 2-07-078900-4) ; traduction revue par Jean-Daniel Brèque, France, coll. « e-Baskerville » no 40, 2015  (ISBN 979-10-91104-20-3)
- Within an Ace of the End of the World (1900) Publié en français sous le titre À deux doigts de la fin du monde, traduit par Jean-Daniel Brèque, France, coll. « e-Baskerville » no 12, 2013  (ISBN 979-10-91104-17-3)
- The Pasha’s Prisoner (1900)
- A Flutter in Wheat (1900)
- The Silent Castle (1900)
- The Adventures of a Gladstone Bag (1900)
- The Lost Piper (1900)
- The Typewriter Girl (1900)
- The Wizard of Wall Street (1900) Publié en français sous le titre Le Sorcier de Wall Street, traduit par Jean-Daniel Brèque, France, coll. « e-Baskerville » no 44, 2015  (ISBN 979-10-91104-43-2)
- The King a-Begging (1901)
- The King’s Gold (1901)
- The Island Mantrap (1901)
- The Gift of Pity (1901)
- The King Dines (1901)
- The King’s Visit (1901)
- The Investigation of the King (1901)
- A Matter of Motives (1901)
- A Deputation to the King (1902)
- A Magnetic Attraction (1902)
- A Scout of the American Invasion (1902)
- The Probation of Buckles’ Ghost (1902)
- A Question of Money (1902)
- A Voice in the Air (1902)
- The Kidnapping of Rockervelt (1903)
- The Countess Decides (1903)
- Caught in the Act (1903)
- The Millionaire’s Opportunity (1903)
- The Mystery of the Five Hundred Diamonds (1904)
- How the King Drank to Himself (1904)
- The Sad Story of the Second Brother (1905) Publié en français sous le titre La Triste histoire du second frère, traduit par Jean-Daniel Brèque, France, coll. « e-Baskerville » no 22, 2013  (ISBN 979-10-91104-21-0)
- Two and a Motor (1905)
- The Watermead Affair (1905)
- The Windfall (1906)
- A Wild Boar Rampant (1907)
- The Invisible Marquis of Gallantreve (1907)
- The Salvage of Tommy Kerew (1908)
- The Cleverness of Cardillac (1908)
- The Bank Manager (1909)
- The Headsman in the Courtyard (1909)
- The Education of an English Boy (1909)
- The Case of the Bronson Patent (1909)
- The Mill on the Kop (1910)
- The Bargain-Counter Sale (1911)
- The Obstacle (1912)
- Eternal Justice (1913), publication posthume
- The Plastic Art (1914), publication posthume
- A Bit of All Right (1914), publication pothume
- A Bank Mystery (1926), publication posthume
- A Romance of Middle Ages (1932), publication posthume

#### Nouvelles signées Luke Sharp
- A Fair Exchange (1890)
- A Memory Lesson (1891)
- Sunshine Johnson, Murderer (1894)
- A Bicycle Romance (1895)
- The Lady in Hosea (1895)
- Death Cometh Soon or Late (1895)

## Sources
: document utilisé comme source pour la rédaction de cet article.
- Claude Mesplède (dir.), Dictionnaire des littératures policières, vol. 1 : A - I, Nantes, Joseph K, coll. « Temps noir », 2007, 1054 p. (ISBN 978-2-910-68644-4, OCLC 315873251), p. 165